# 沙特尔主教座堂
沙特爾聖母主教座堂（法語：Cathédrale Notre-Dame de Chartres，又譯夏特主教座堂、夏爾特主教座堂）位於法國巴黎西南約70公里處的沙特爾市的天主教會教堂。據傳聖母瑪利亞曾在此顯靈，並保存了瑪利亞曾穿著的聖衣，主體建築於公元1194年，公元1264年竣工。自12世紀以來，沙特爾也成為西歐重要的天主教聖母朝聖地，及沙特爾最著名的地標中心。1979年10月26日世界遺產委員會第3屆會議起列入世界文化遺產，該大教堂的建築和歷史價值，被聯合國教科文組織稱為“法國哥特式藝術的至高點”和“傑作”。 
當前大教堂保存完好，而自13世紀初以來，建築僅發生了微小的改造。主教座堂的外部結構以重型飛扶壁為主，這使建築師能夠顯著增加窗戶的尺寸，而西端則由兩個對比鮮明的尖塔主導，同樣值得注意包含三個雄偉的建築立面，每個立面都裝飾著數百個雕刻人物，展示了關鍵的神學主題和敘事。

## 歷史

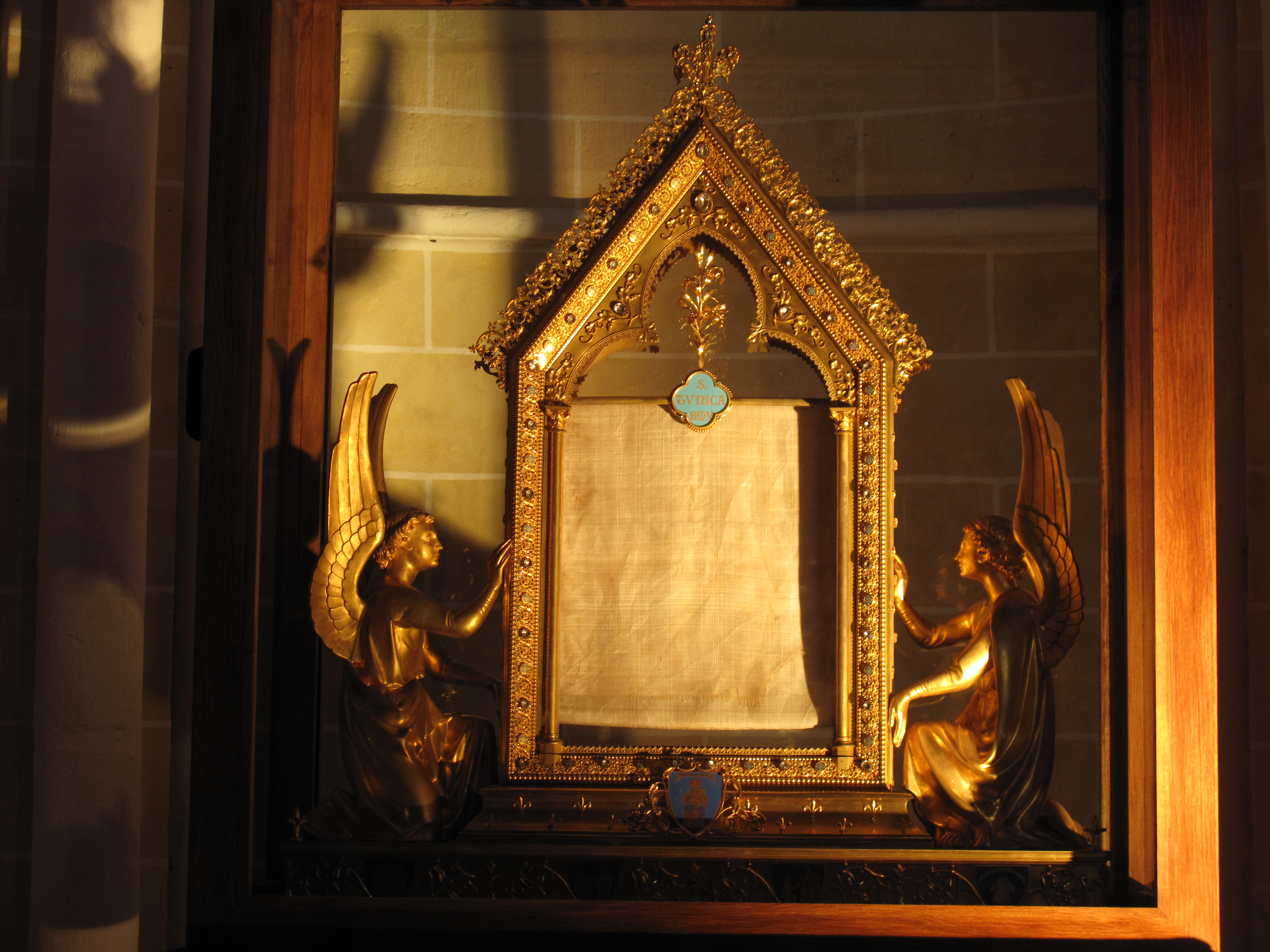
主教座堂保存的聖母瑪麗亞聖衣

### 早期與中世紀
沙特爾主教座堂在興建前，就至少有五座大教堂曾矗立在這個區域中，其中第一座教堂的建立不晚於4世紀，而在西元743年的文本中，就首次提到沙特爾主教座堂的存在，最初教堂以巴西利卡式興建，西元876年，加洛林王朝的君主禿頭查理向大教堂提供了一件重要的聖物，即聖母瑪利亞曾穿著的聖衣，使沙特爾教堂立刻成為信徒們重要的朝聖目的地。 然而此後在公元8世紀到12世紀期間，教堂數次遭受火災的破壞。其中在1020年9月7日的一場大火中，更將原來的教堂全數燒毀。 
在福爾貝（Fulbert）主教的領導下，有木屋頂的仿羅馬式主教座堂在原址重建，取代原有的建築。 ，1194年6月10日的晚上，一場大火摧殘了沙特爾主教座堂的大部分，但一位神職人員從廢墟中找到了查理大帝取自君士坦丁堡送給沙特爾主教座堂的聖母瑪利亞在耶穌降生時所穿的衣服，激起了大家重建的信心與熱情。1220年，新的主體建築便已完工。 
沙特爾主教座堂的建造的過程可謂是多重難關，大教堂主教雷諾希望可以有大片窗戶增加採光達到神聖莊嚴的宗教場所，但這樣勢必得把牆壁跟柱子造細造薄，一旦有個閃失屋頂就會崩塌，後來建築師挑戰將羅馬式的圓拱拉長成尖拱，並參考著名巴黎聖母院的飛扶壁，才成功將教堂高度拉高窗戶變大，這個問題解決了，石材運送的問題出現了，許多著名的大型教堂都建在河邊如巴黎聖母院建在塞納河中的小島上，在河邊石材可以走水路運送，但是沙特爾的河川又窄又小，根本無法運送，走陸路運送建築計畫恐怕在高額的運送費用下破產，正當計畫可能開天窗時，幸好在幾里外發現一處石材礦脈才解決這個問題。
1506年，一場閃電摧毀了北塔，後在1507年至1513年由建築師讓·特西耶（Jean Texier）以“華麗”的風格重建北塔，1594年2月27日，法國國王亨利四世在此登基加冕。1753年，教堂內部進行了進一步修改工程，將禮拜合唱團與教堂中殿隔開的屏風拆除，同時天窗部分的彩色玻璃被拆除，取而代之的是灰窗，大大增加了教堂中央高壇上的採光。 

### 法國大革命和19世紀
在法國大革命初期，一群暴徒襲擊並開始摧毀教堂門廊上的雕塑，但被更多的市民阻止。當地革命委員會曾決定用炸藥炸毀大教堂，並要求當地建築師找到最好的爆炸地點。然而後考慮建築物產生的大量瓦礫會堵塞街道，需要數年時間才能清理乾淨而打消念頭，因此大教堂與巴黎圣母院和其他主要大教堂一樣，在大革命後成為法國國家的財產，直到拿破崙時代時才停止祭拜，但沒有進一步受損。
1836年，由於工人的疏忽，一場大火燒毀了鉛覆蓋的木屋頂和兩個鐘樓，但是建築結構和彩色玻璃完好無損。舊屋頂被鐵架上的銅覆蓋屋頂所取代。 

### 20世紀至今
第二次世界大戰期間，法國遭到德軍佔領，1944年8月16日，在美軍攻佔沙特爾期間，當時美軍懷疑沙特爾大教堂正被敵軍利用以作為大砲的射程點，因此下達摧毀大教堂的命令
，然而上校衛爾彭·格里菲斯（Welborn Griffith）對此表時質疑，在一名志願兵的陪同下，決定前往大教堂是否核實被德國人利用。而當格里菲斯上校看到大教堂空無一人後，才敲打塔樓的鐘聲，作為美國人不要攻擊教堂的信號。促使美軍司令部取消了銷毀令，大教堂這才免於毀壞的下場，同一天晚上，格里菲斯上校在沙特爾附近的萊夫鎮戰役陣亡。 

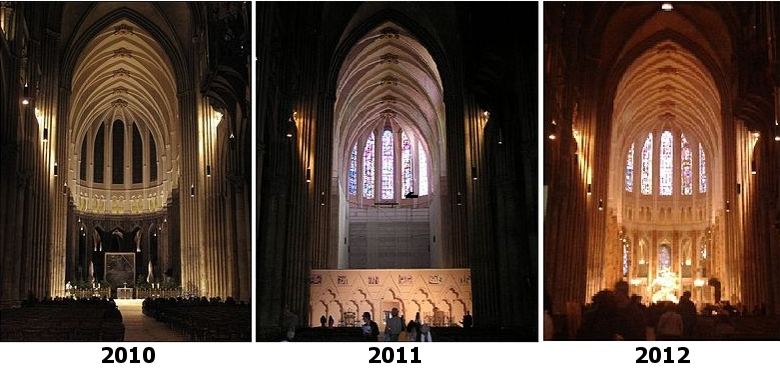
主教座堂中殿清潔和修復的早期階段。

自1997年到2018年期間，大教堂進行廣泛的清潔工程，其中還包括許多內牆和雕塑部分。目的聲明宣稱，“修復的目的不僅是清潔和維護結構，而且是為了讓人們了解大教堂在 13 世紀的樣子。” 因此將隨著煙灰和年代變遷而變黑的牆壁和雕塑再次變白。該項目更進一步將中殿的牆壁被漆成白色、黃色和米色，試圖重現早期中世的樣麼。然而，修復也帶來了批評。《紐約時報》建築評論家馬丁·菲勒（Martin Filler）稱其為“對文化聖地的可恥褻瀆”。他指出，明亮的白色牆壁使人們更難以欣賞彩色玻璃窗的顏色，並宣稱這項工作違反了國際保護協議，特別是法國簽署於1964 年簽署的「國際文化紀念物與歷史場所維護與修復憲章」（威尼斯憲章）。 沙特爾大教堂之友會主席伊莎貝爾·帕約（Isabelle Paillot）則對防止建築物倒塌所必需的修復工作進行了辯護。

### 登錄世界遺產
1979年10月26日，沙特爾主教座堂被聯合國教科文組織世界遺產委員會批准作為文化遺產列入《世界遺產名錄》，編號81號，认为其满足以下三个获选条件：
1. 沙特爾主教座堂的建築與彩色玻璃、雕刻和彩繪裝飾的統一，完美構成了中世紀藝術最具有特色的意義。（文化遗产标准一）；
2. 沙特爾主教座堂的平面配置對法國及其他地區哥特式藝術的發展產生重大的影響，如成為蘭斯、亞眠和博韋大教堂，到被德國科隆、英國威斯敏斯特和西班牙萊昂的大教堂模仿的藍本，在彩色玻璃領域中也廣泛影響布爾日、桑斯、勒芒、圖爾、普瓦捷、魯昂、坎特伯雷等城市（文化遗产标准二）；
3. 沙特爾大教堂既是一種象徵，也是一種基本的建築類型。人們可以以此選擇來定義哥特式大教堂的文化、社會和審美現實的最佳例子。”文化遗产标准四）；

## 建築設計

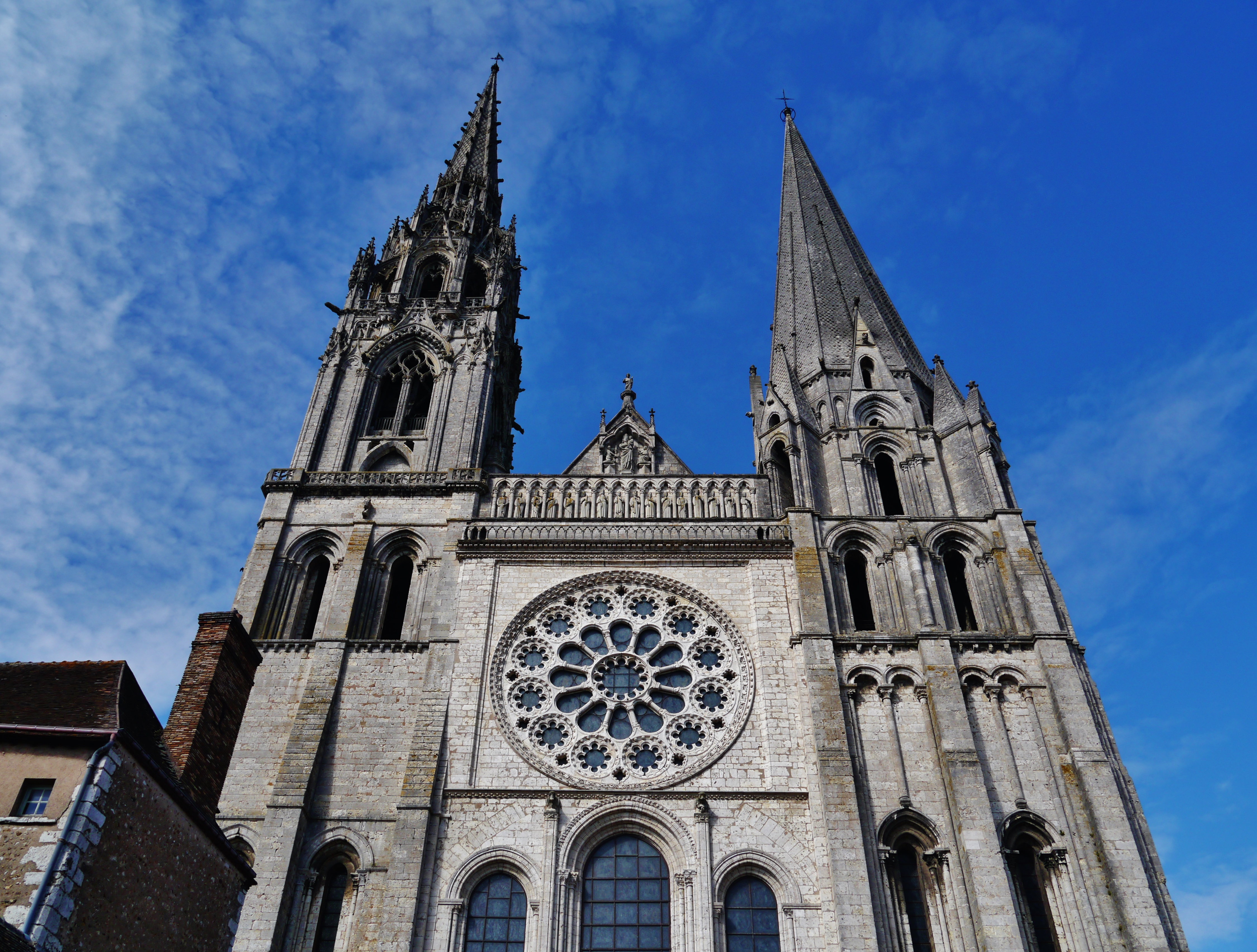
主教座堂的立面設計

### 結構、主要尺寸
- 長度：130（430英尺）
- 寬度：32（105英尺） / 46（151英尺）
- 中殿：高37（121英尺）; 寬 16.4（54英尺）
- 地面面積：10,875平方（117,060平方英尺）
- 南塔高度：105（344英尺）
- 北塔高度：113（371英尺）
- 彩色玻璃窗：176扇
- 合唱團圍場：200座雕像與41個場景

### 平面和立面

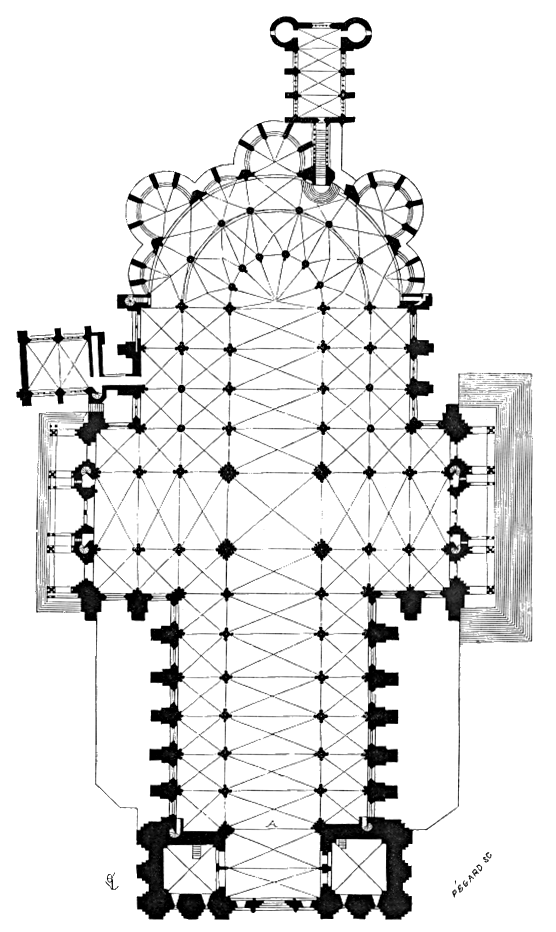
歐仁·維奧萊-勒-杜克於1854年所繪製的沙特爾主教座堂平面圖。
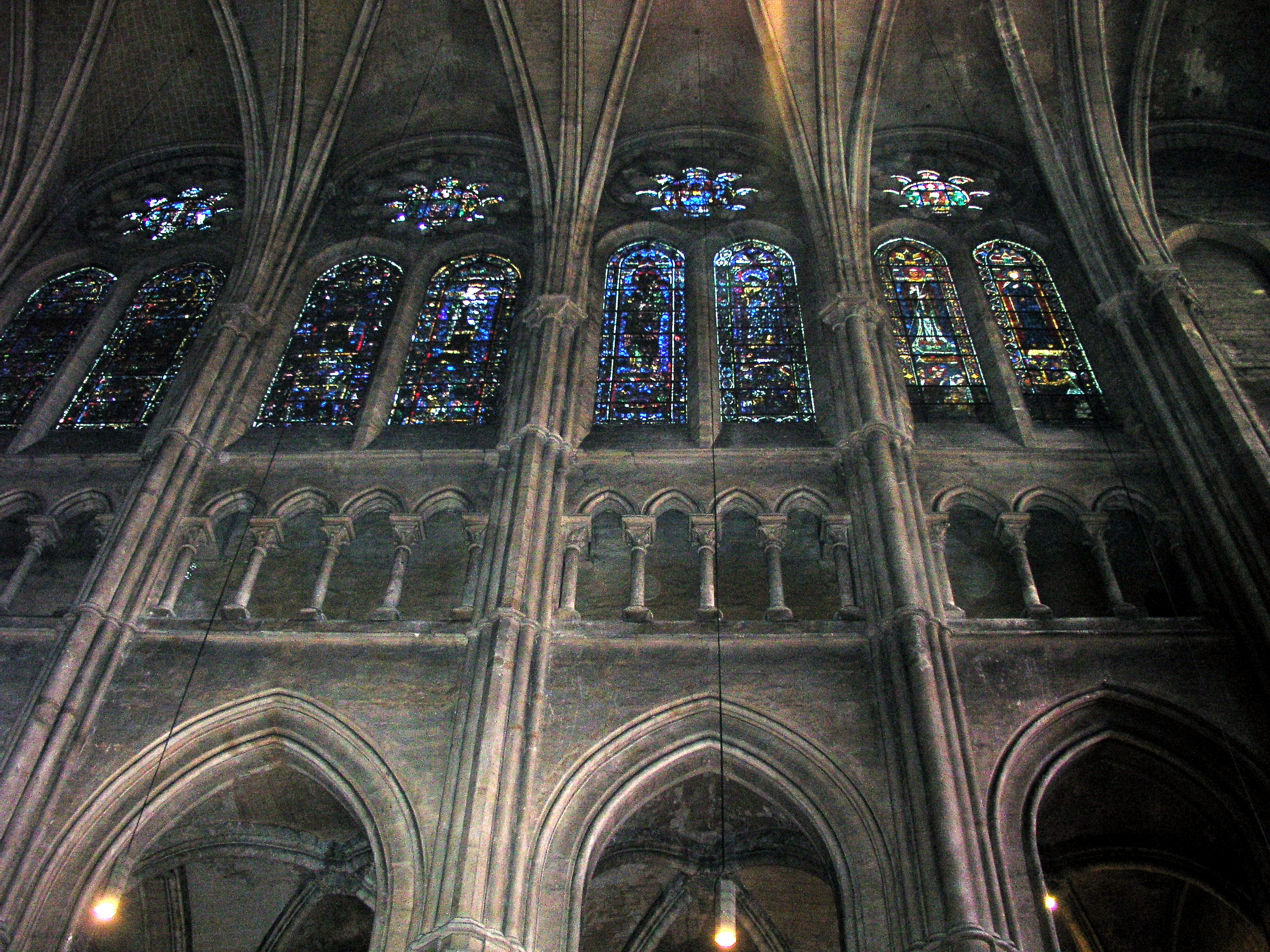
中殿的立面。
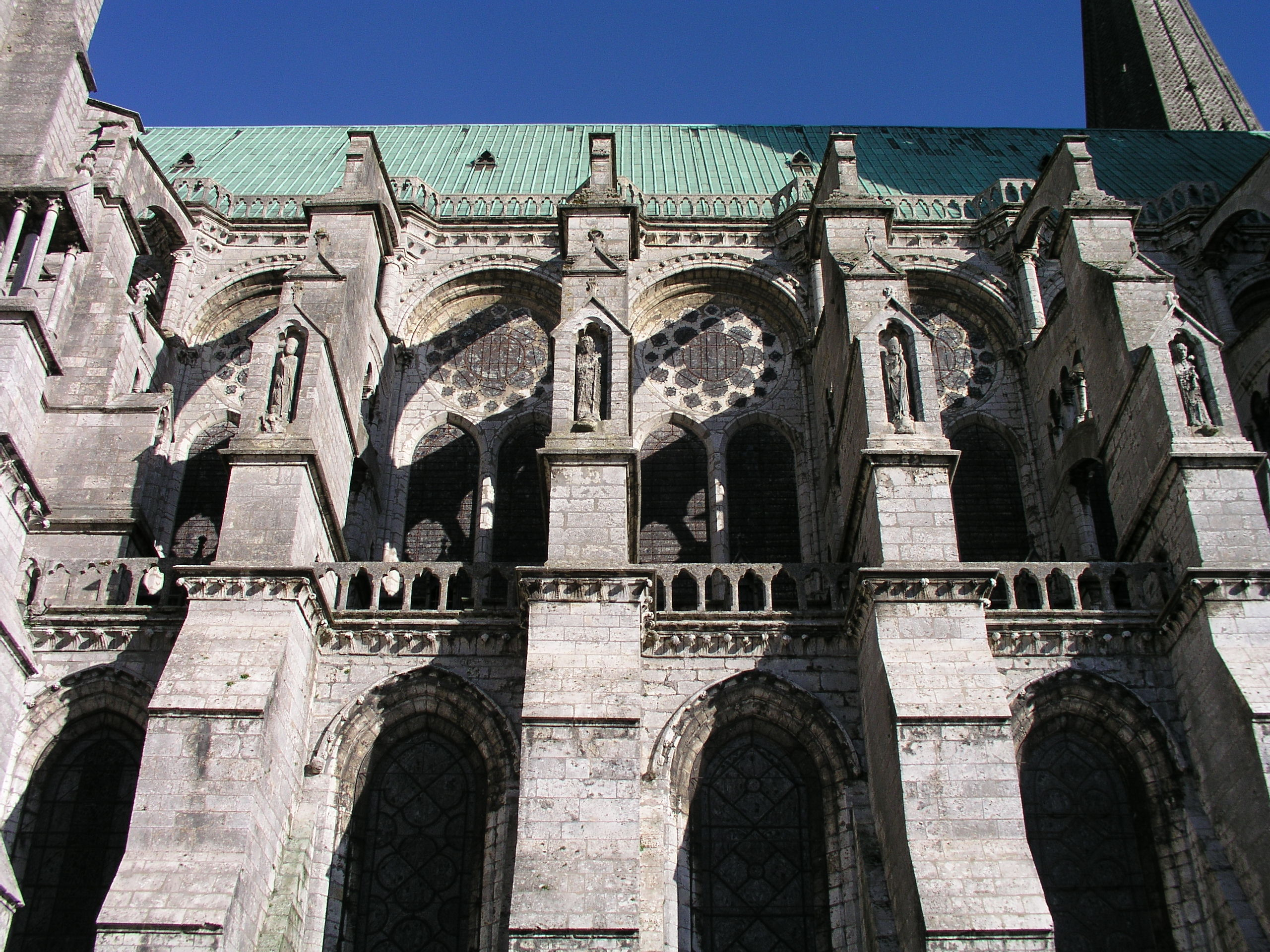
飛扶壁支撐上牆並抵消拱形天花板的向外推力，從而為窗戶提供更薄的牆壁和更大的空間。
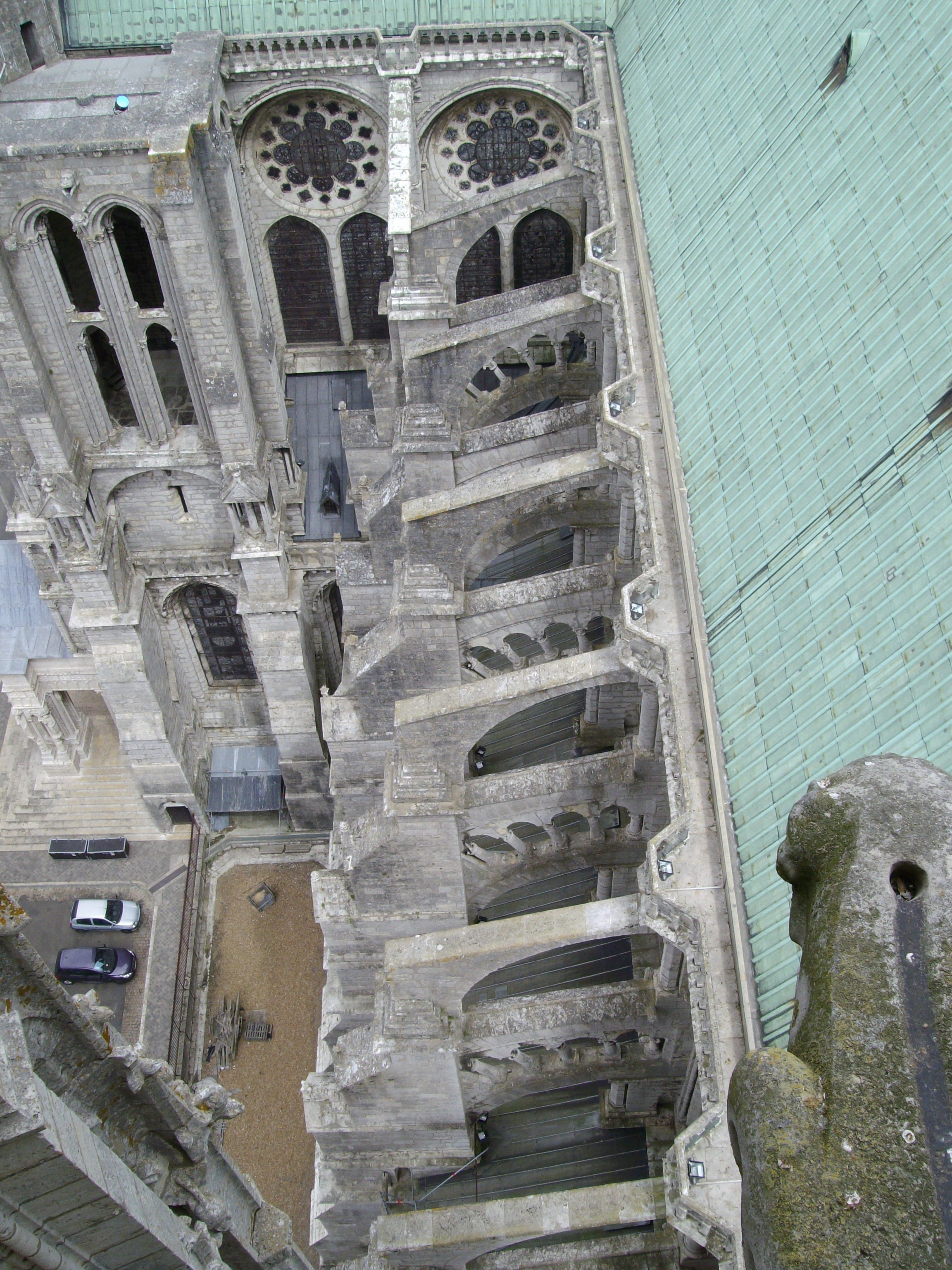
從塔樓上方觀望飛扶壁。
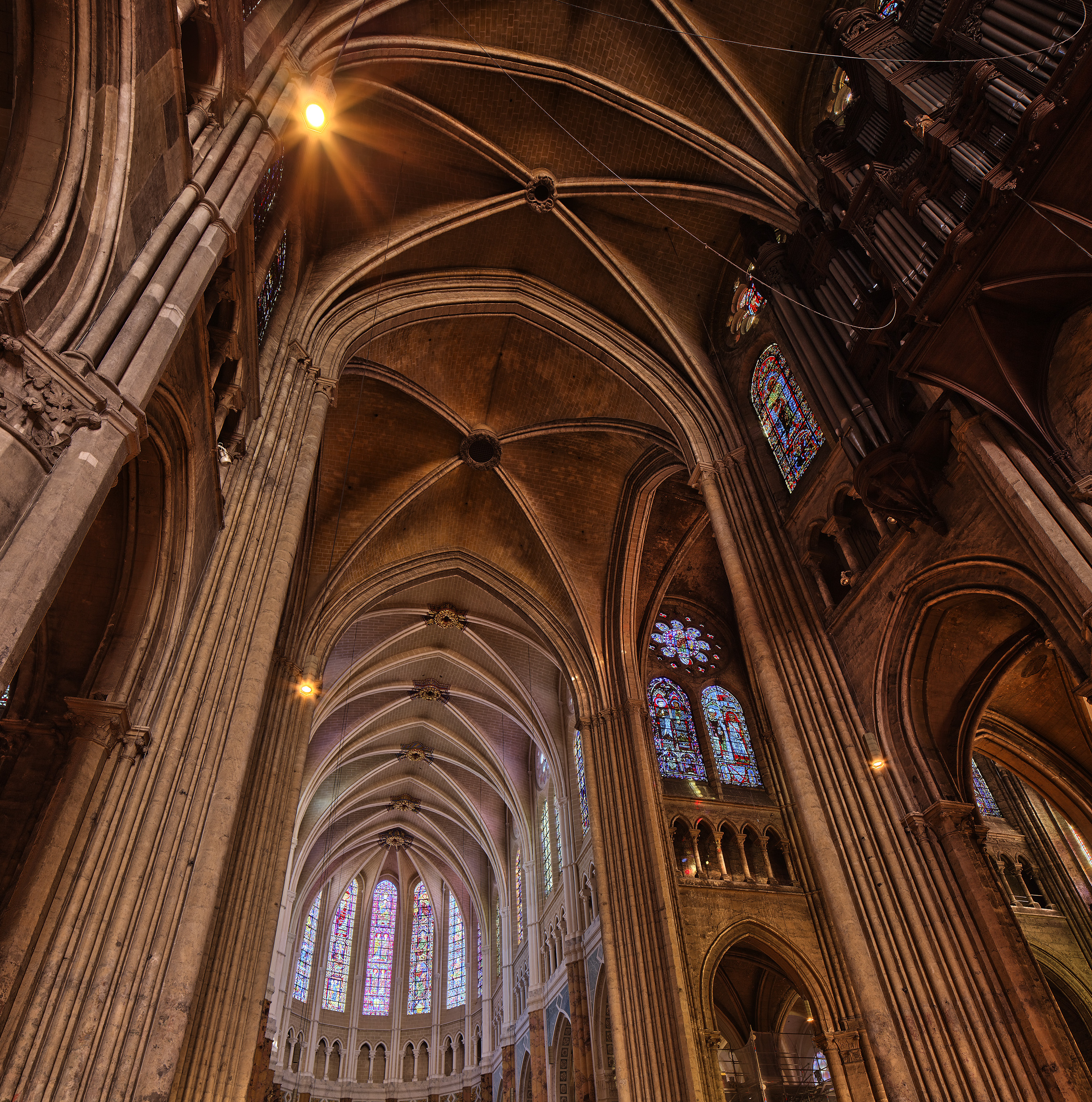
室內拱頂由石肋連接到下面的柱子。

與其他哥特式大教堂一樣，沙特爾主教座堂的格局採用十字架的形式，建築物的形狀朝向東北，是一座完全成熟的哥特式主教座堂，也是法國哥特式建築高峰時期的代表作，整座教堂呈現出不同時期的風貌，其建築結構及平面配置成了以後法國各地主教座堂模仿的藍本，石材主要由路特期石灰岩和恰特期石灰岩所建造。
其中，沙特爾主教座堂使用了飛扶壁來支撐上牆厚重的建築結構，用於平衡肋架拱頂對牆面的側向推力，並由柱子加固，抵消肋骨拱頂的向外推力與大教堂內部的受力點。由於當時採用飛扶壁是實驗性的，因此建築師謹慎地添加了隱藏在過道屋頂下的額外扶壁。其他13世紀的大教堂，如亞眠大教堂和蘭斯大教堂等都採用類似的設計。此外沙特爾主教座堂的另一項創新是底層巨大的扶壁設計，能通過上層拱頂的薄石肋架來承受屋頂的重量。

### 塔樓

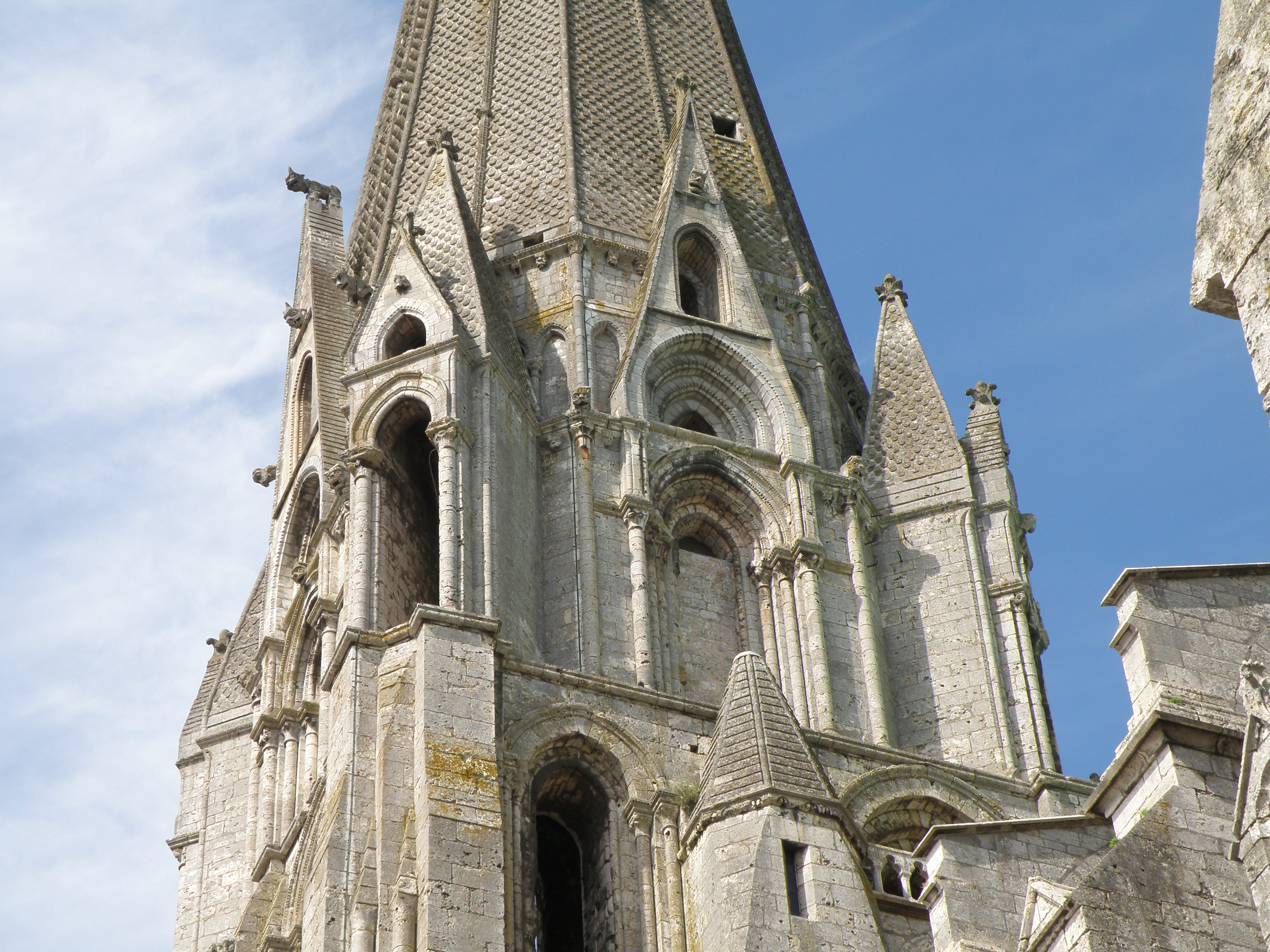
羅馬式風格南塔的細節
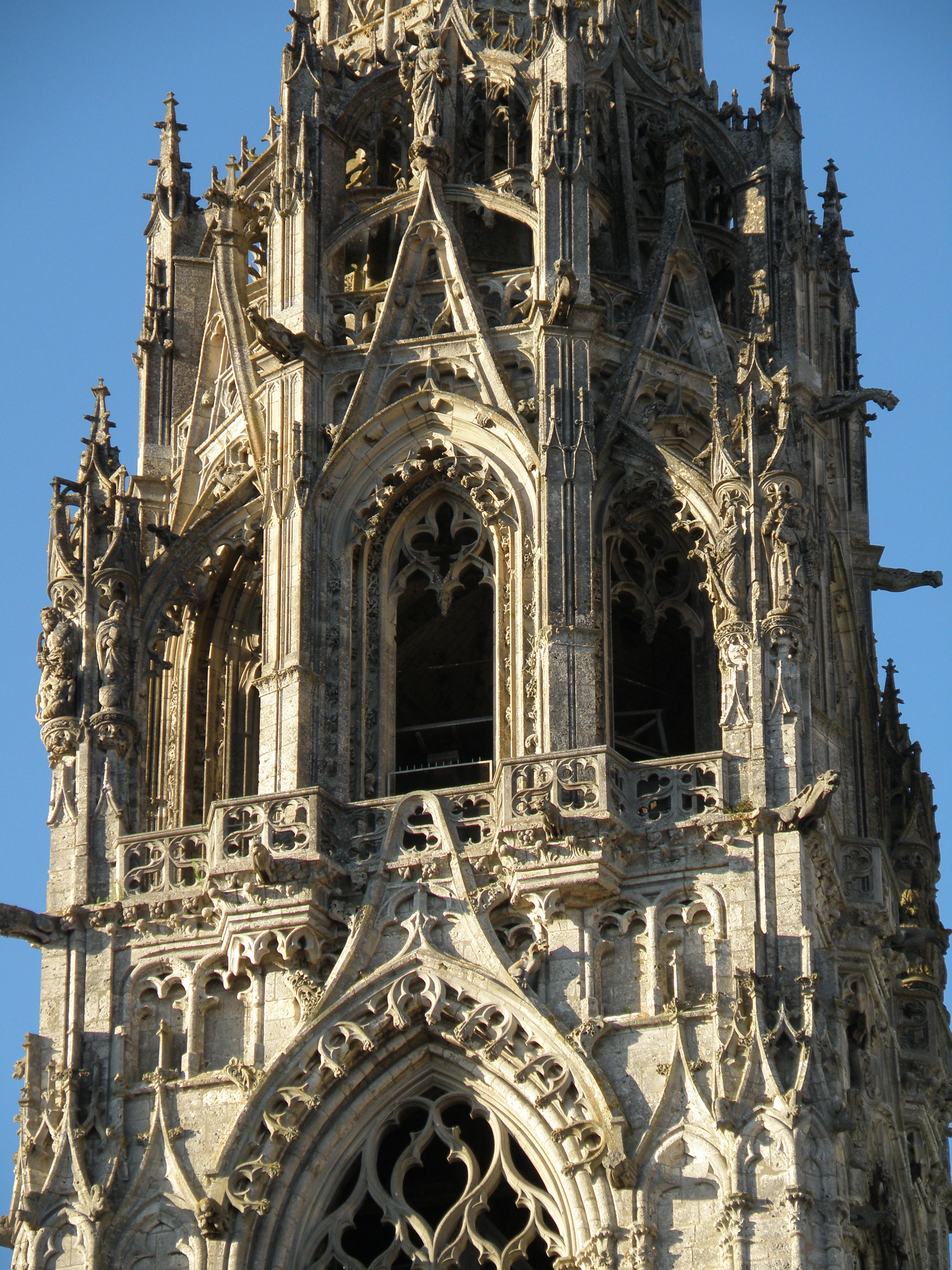
哥德式風格北塔的細節
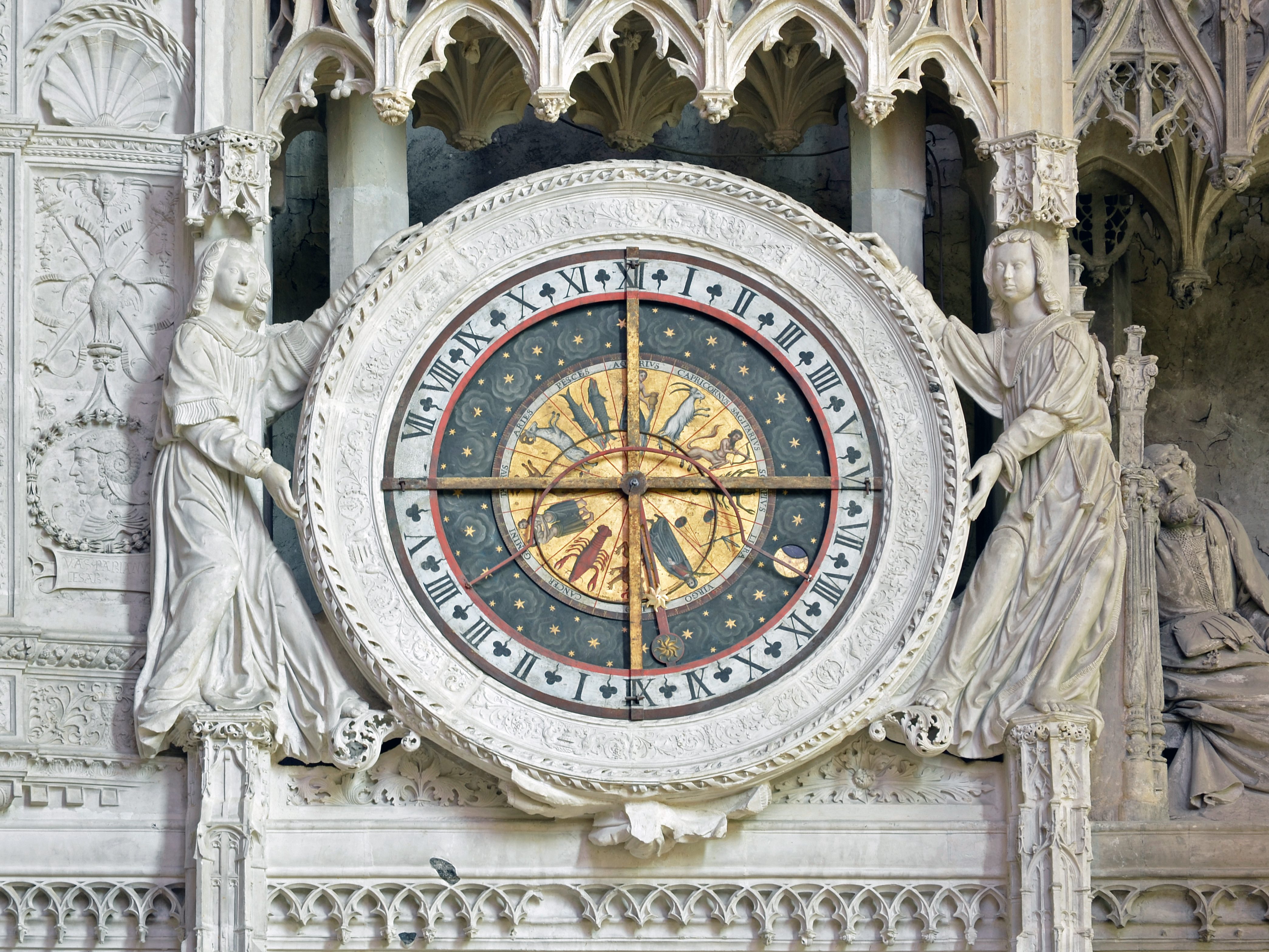
塔樓底下的天文鐘

沙特爾主教座堂的兩座西側塔樓分別建造於不同時期，其中羅馬式風格的南塔始建於1144年左右，於1150年完工，整體為方塔上有著八角形磚石尖頂的設計，內部並未有木製框架。底座周圍的重石則為其提供了額外的支撐，保留著建築最為原始的樣貌，北塔則是建於1134年，以取代當初火災損壞的塔樓。最終於1150年完工。
兩座塔樓在1194年的火災中倖存下來，隨著大教堂的重建，著名的西玫瑰窗被安裝在兩座塔樓之間（13世紀），1507年，建築師傑漢·德·博斯（Jehan de Beauce）為北塔設計了一個尖塔，使其高度和外觀更接近南塔。
北塔的底部有座小型結構，是一個於文藝復興期間（1520年）同由傑漢設計的二十四小時制彩色天文鐘，鐘面直徑18英尺。1836年的一場火災摧毀了大教堂的屋頂，並熔化了北塔樓的大鐘，但沒有損壞其他的結構或彩色玻璃。最終北塔屋頂的木樑被被覆蓋著銅板的鐵框架所取代。立面

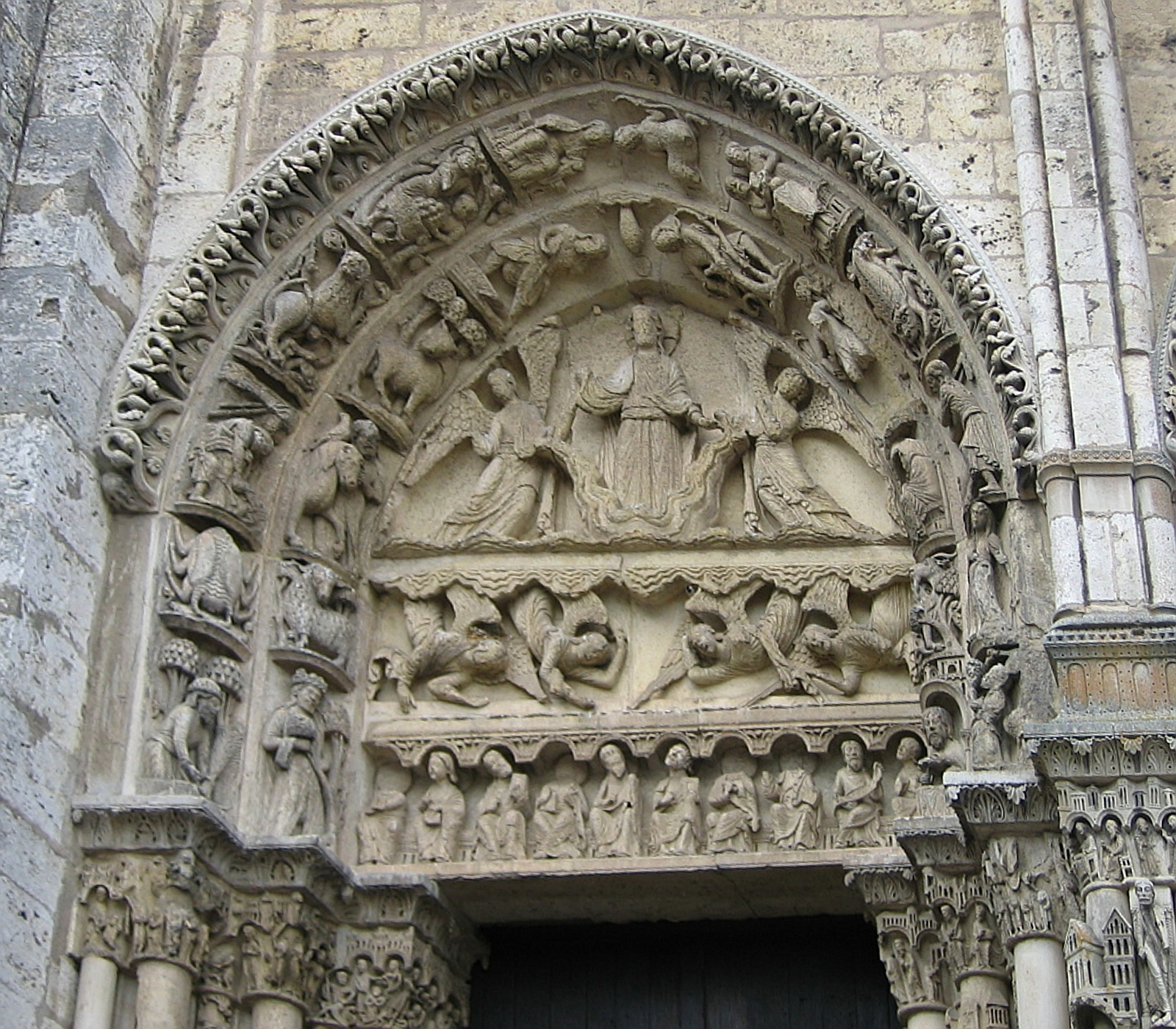
北側門，則見基督在雲彩上由兩個天使支撐，上方是一排代表月份和黃道十二宮的數字
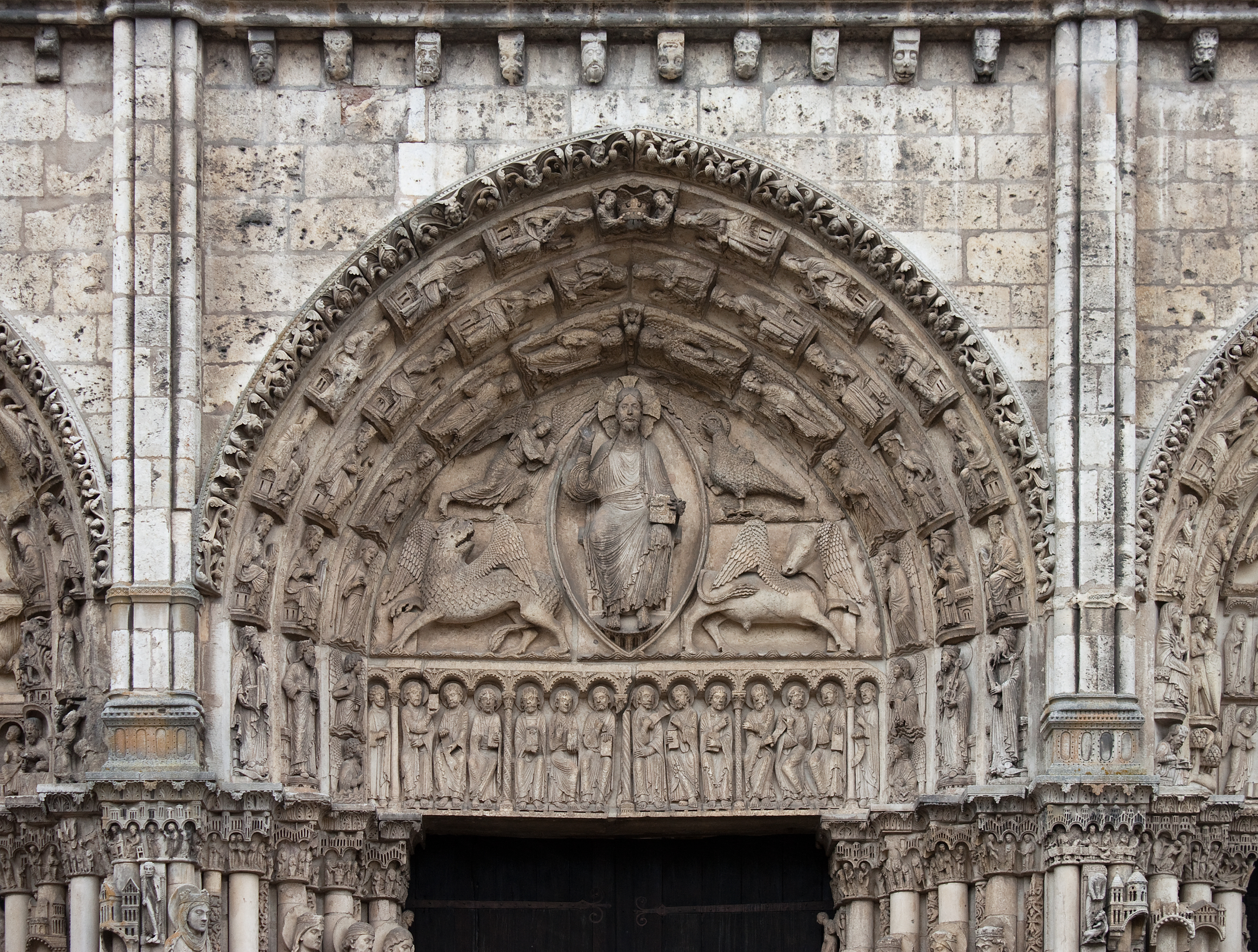
通向中殿的「王者之門」（Portal Royal），可見基督坐在寶座上，周圍環繞著福音傳教士的象徵；聖馬太的有翼人，聖馬可的獅子；聖路加的公牛；和聖約翰的鷹。
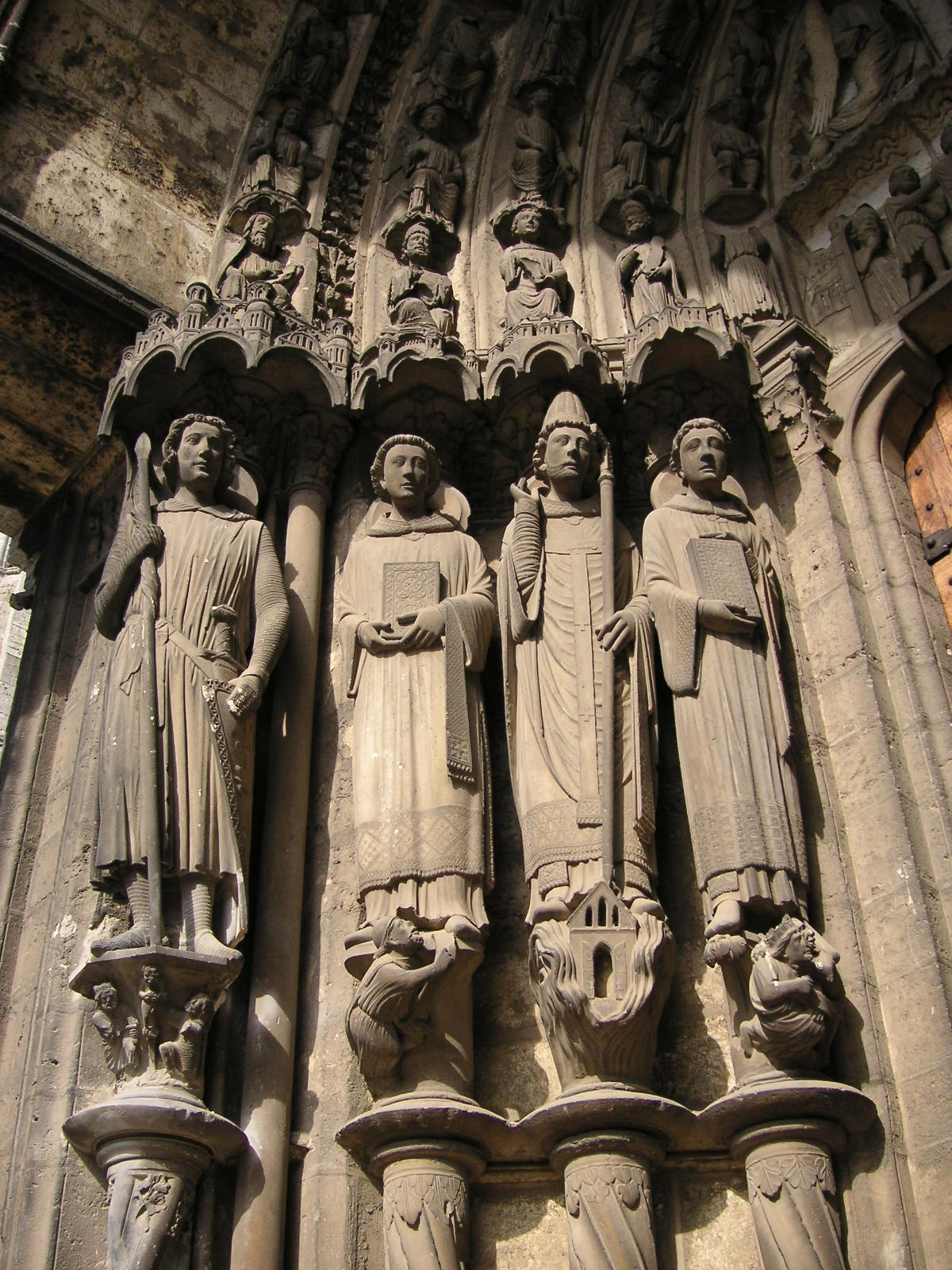
南側門所刻劃的基督教烈士（13 世紀）；包括“聖騎士”羅蘭（最左）和聖喬治（右二）

沙特爾主教座堂的正面有三座巨大的拱門，作為教堂的主要出入口，通向中殿的正門門楣上因有著耶穌基督的石雕，故以「王者之門」（Portal Royal）著稱，是早期哥德式石雕藝術的經典，北面與南面的大門則通向耳堂和翼殿。入口處裝飾有豐富的雕塑，北面雕有聖母瑪麗亞和舊約聖經中登場的人物，而南面翼殿大門的浮雕則描述了基督及殉道者的一生，這使受過教育的神職人員和參觀的民眾，能從中得知聖經的故事和神學思想，這些雕塑也被認為是現存最好的哥特式雕塑之一。
雖然大教堂的大部分雕塑都描繪了聖徒、使徒和其他聖經人物，例如在南立面上拿著日晷的天使，但沙特爾大教堂的其他雕塑旨是在警告信徒。這些作品包括各種怪獸和惡魔的雕像。其中例如石像鬼、滴水嘴獸具有雨漏的實用功能；以免在下大雨時將屋頂流下來的雨水排出的功能。其他如喀邁拉和鴞（strix），則旨在展示無視聖經教導的後果。另外拱門上有三個高窗，這象徵著天主教「三位一體」的理念。玫瑰窗是聖母瑪麗亞的傳統象徵。其上方十二道細密的聯拱，以及玫瑰窗里十二個小圓形與松子形鏤空裝飾，都是象徵耶穌的十二門徒。

### 花窗玻璃

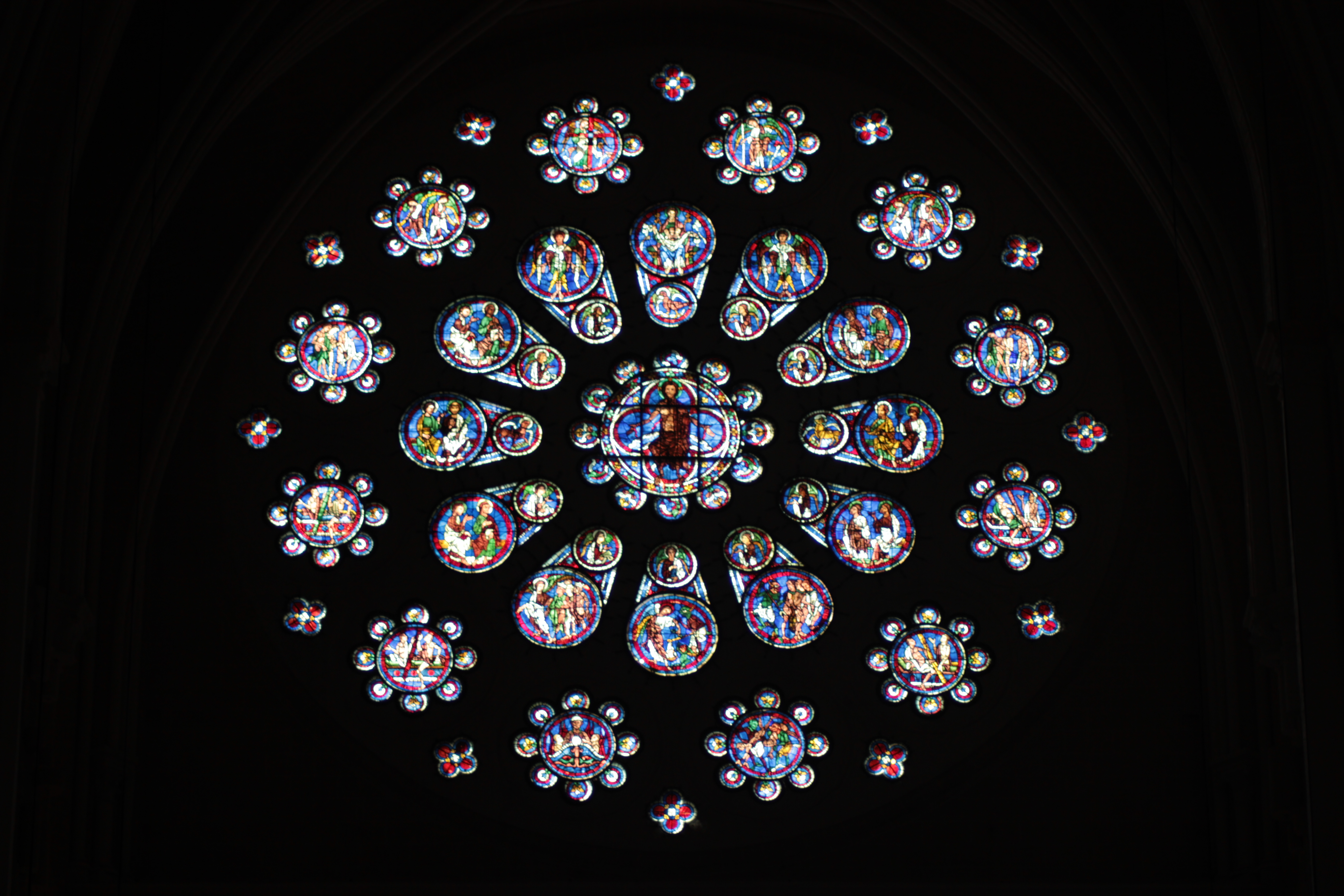
西玫瑰窗 约1215
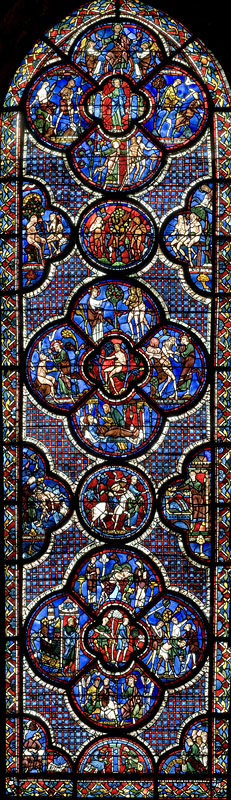
好撒瑪利亞人之窗
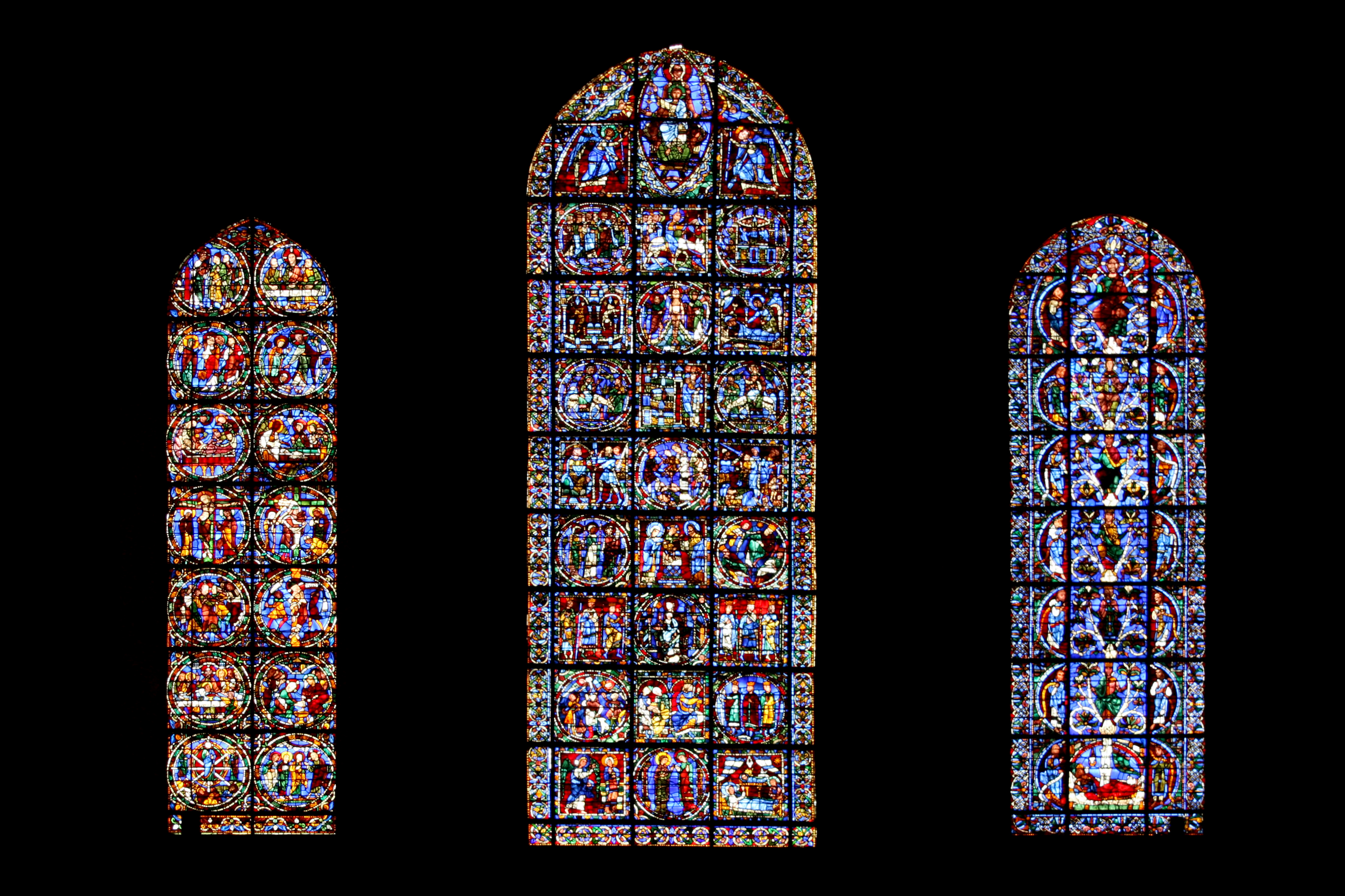
西玫瑰窗下的柳葉刀窗，12世紀
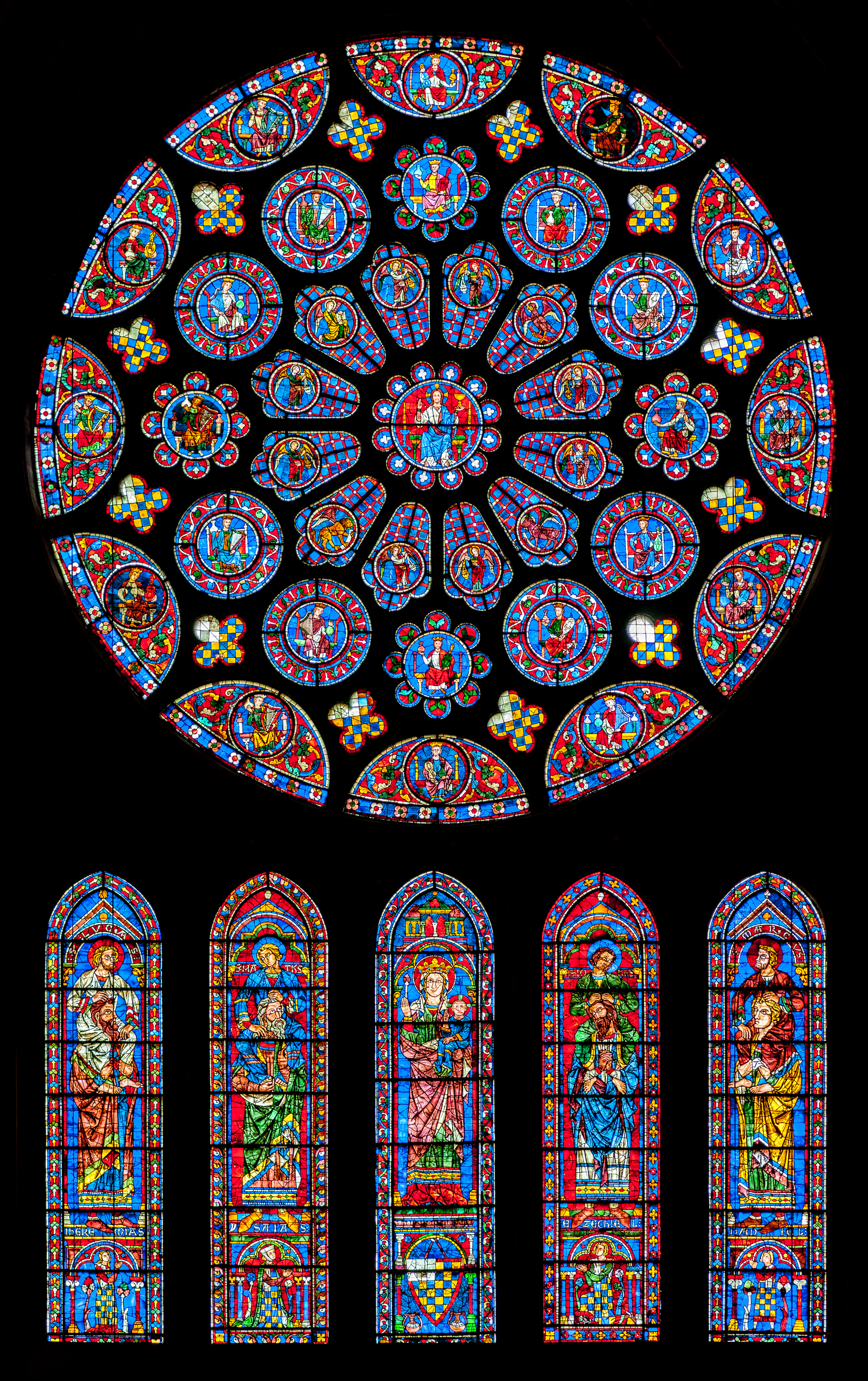
南塔玫瑰窗, 约1221–1230

沙特爾主教座堂最顯著的特色之一就是內部共有176扇狹長花窗玻璃，當前約12至13世纪所造的176扇花窗玻璃中，約有152扇倖存下來，遠遠超過世界上任何其他中世紀大教堂，被認為是中世紀時期最完整、保存最完好的藏品之一。其中最大的玫瑰窗直径13.4公尺。這些彩色玻璃窗以聖經故事為題材，繪畫了4000多個拜占庭風格的人物，形象鮮明，栩栩如生，其中部分北翼的玫瑰窗是路易九世的母親布蘭卡王后所捐助的。
像大多數中世紀建築一樣，大教堂窗戶在工業革命期間及之後遭受腐蝕作用的破壞。大部分窗戶在 19 世紀末由當地著名的工作室Atelier Lorin清潔和修復，二戰期間，因擔心戰役波及，大教堂大部分的彩色玻璃被拆除並存放在周圍的鄉村，以免遭到損壞。到戰爭結束後窗戶被從倉庫中取出並重新安裝。當前的修復計畫則積極保護窗戶免受進一步損壞。

### 室內

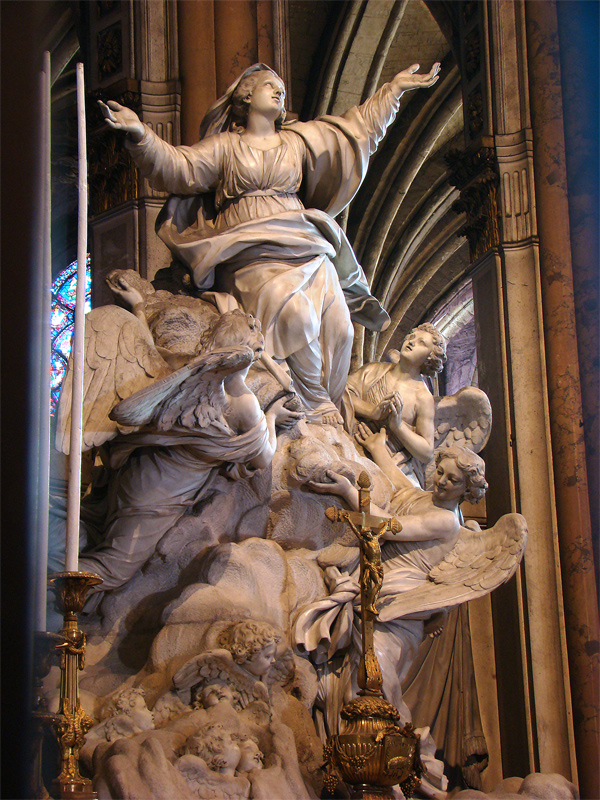
合唱團旁的雕像，代表聖母升天。
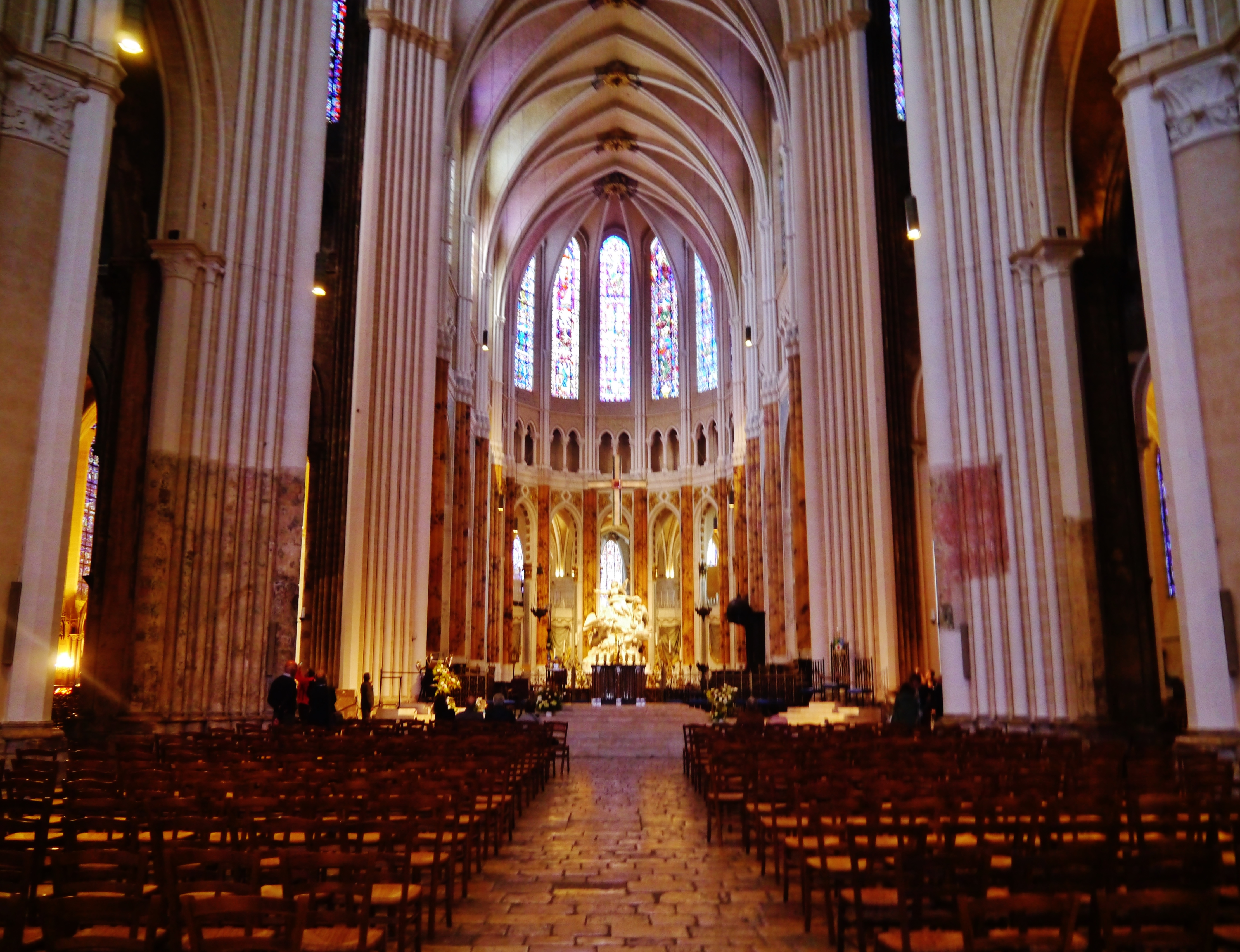
中殿
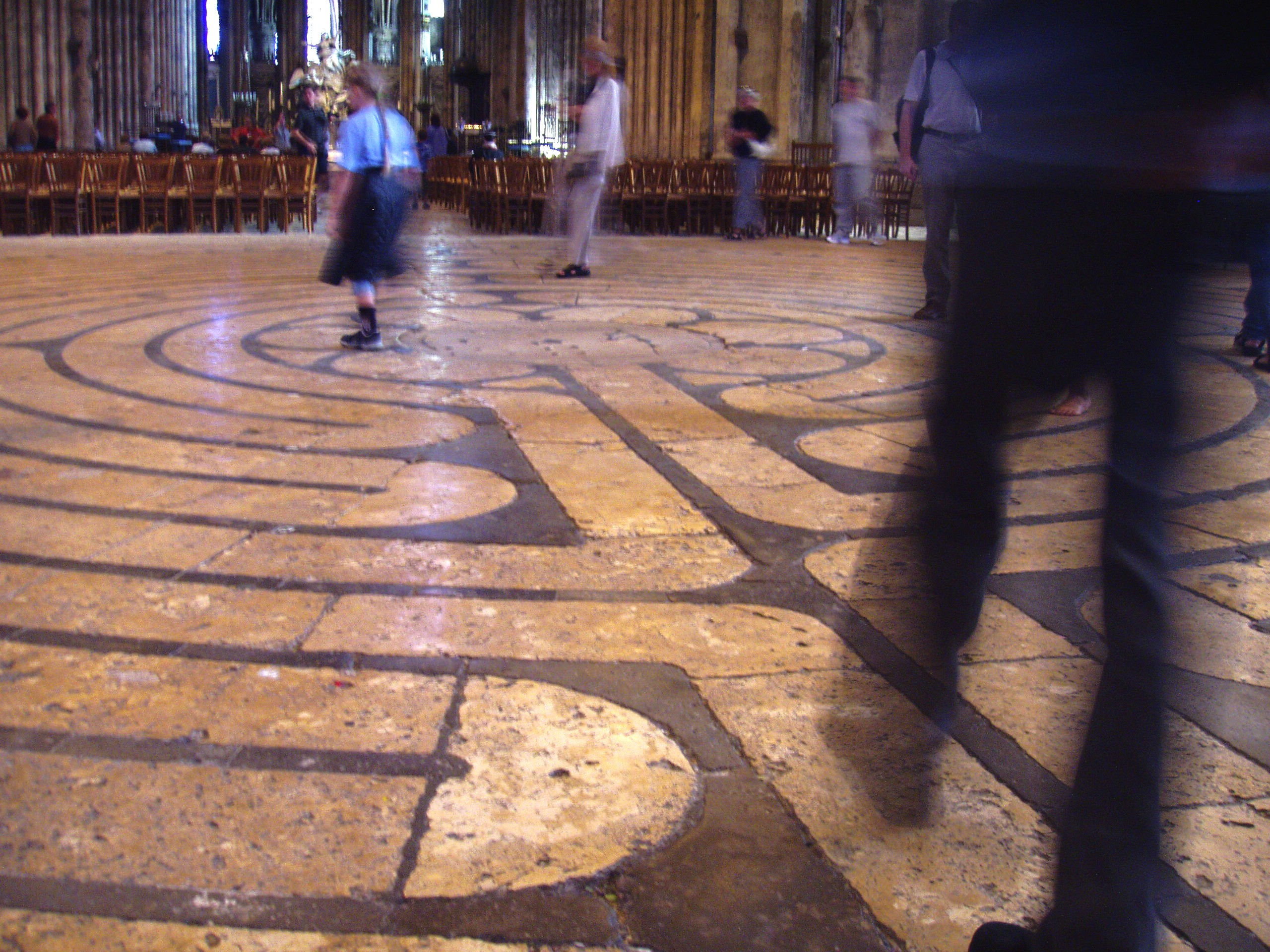
沙特爾主教座堂的「迷宮」
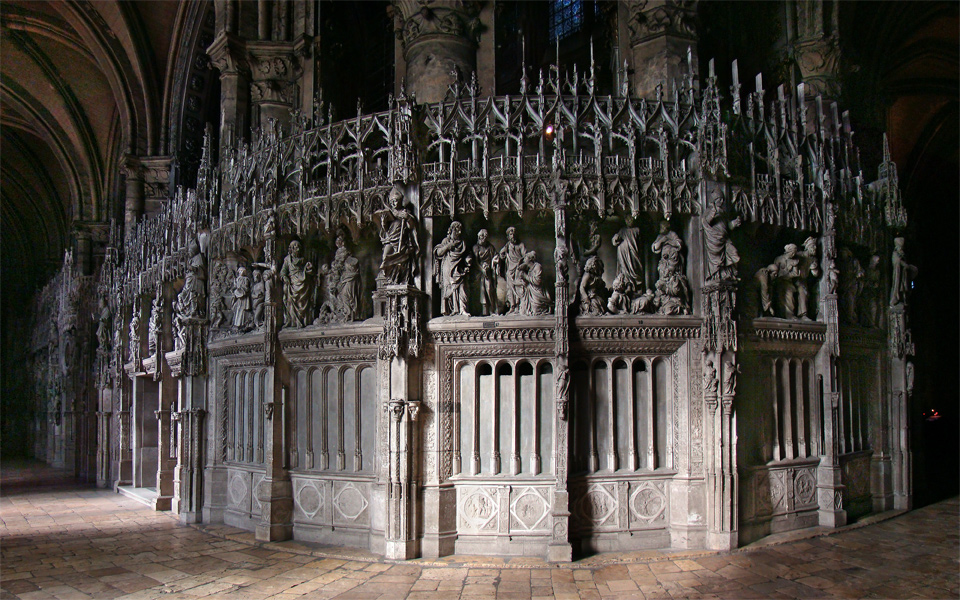
合唱牆祭廊。

沙特爾主教座堂的中殿是教堂的集會空間，是在1194年大火之後所建造的，中殿共有兩排八角形和圓形交替的柱子，通過從上面的拱頂下降的細石肋，來承受屋頂結構的部分重量。其餘的重量則是有室外的由飛扶壁支撐。其他耳堂和翼殿的房間仍然有早期羅馬式建築的建築痕跡。其中除了展示聖母瑪麗亞曾穿著的聖衣外，在16-18世紀期間則增加長約100公尺，高6公尺的合唱牆祭廊 (法語：clôture de chœur or tour du chœur) ，講述了基督與瑪利亞的生平。
此外中殿地面上有一個螺旋形迷宮。將中殿分成3/4開間，呈圓形樣貌，內外總共有12圈，最後抵達中心玫瑰花似的終點，象徵著通往救贖的漫長曲折之路，當前某些日子中，中殿的椅子會被移走，以便來訪的朝聖者或是遊客可以沿著迷宮行走。

## 藝術
許多畫家曾將大教堂表現在他們的作品裡：
- 其中一幅知名的畫作為讓-巴蒂斯·卡米耶·柯洛1830年所繪的《沙特爾聖母主教座堂（法语：La Cathédrale de Chartres）》（收藏於羅浮宮）。
- Charles Fournier des Ormes（法语：Charles Fournier des Ormes）和François Alexandre Pernot（法语：François Alexandre Pernot）均分別於1836和1837年描繪了1836年6月4日的大火，其作品現今分別藏於教堂的聖器室和沙特爾美術博物館（法语：musée des Beaux-Arts de Chartres）。
- 柴姆·苏丁在1933年描繪了大教堂（藏於特魯瓦美術館（法语：musée d'art moderne de Troyes））。
- 莫里斯·郁特里罗1912至1914年間（私人收藏）和Antoon Kruysen（法语：Antoon Kruysen）1957至1960年間（藏於沙特爾美術博物館（法语：musée des Beaux-Arts de Chartres））。
- Henri Villain（法语：Henri Villain）於1936、1938年繪製了教堂內部。

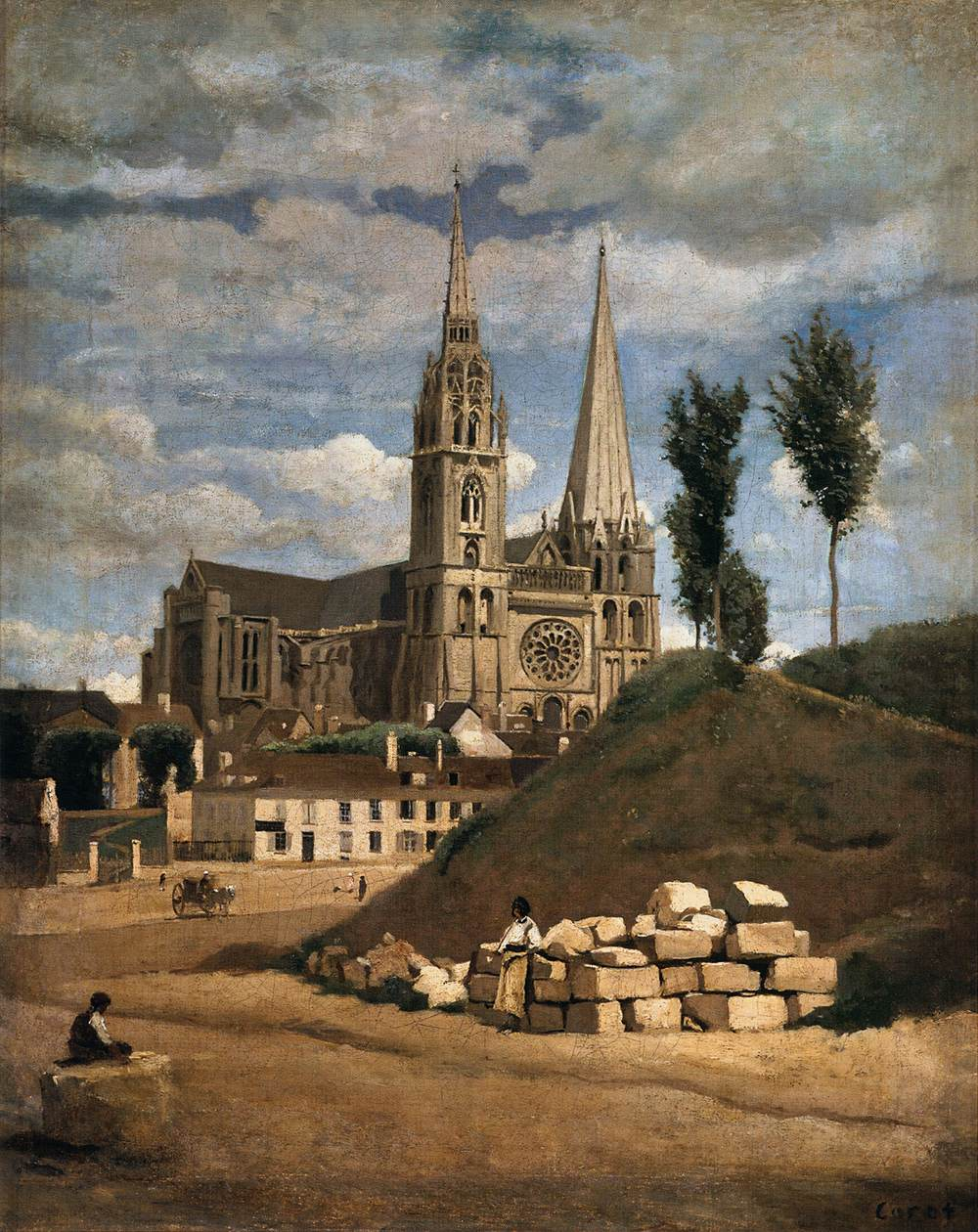
《沙特爾聖母主教座堂（法语：La Cathédrale de Chartres）》，柯洛，1830年，羅浮宮
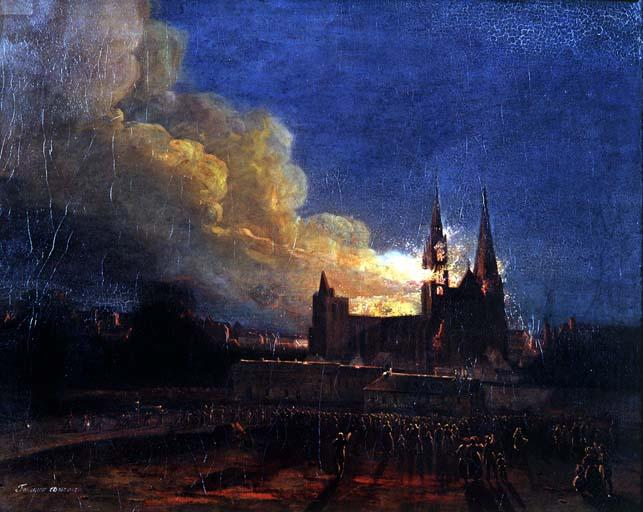
《大火中的沙特爾聖母主教座堂》，Charles Fournier des Ormes（法语：Charles Fournier des Ormes），1836年
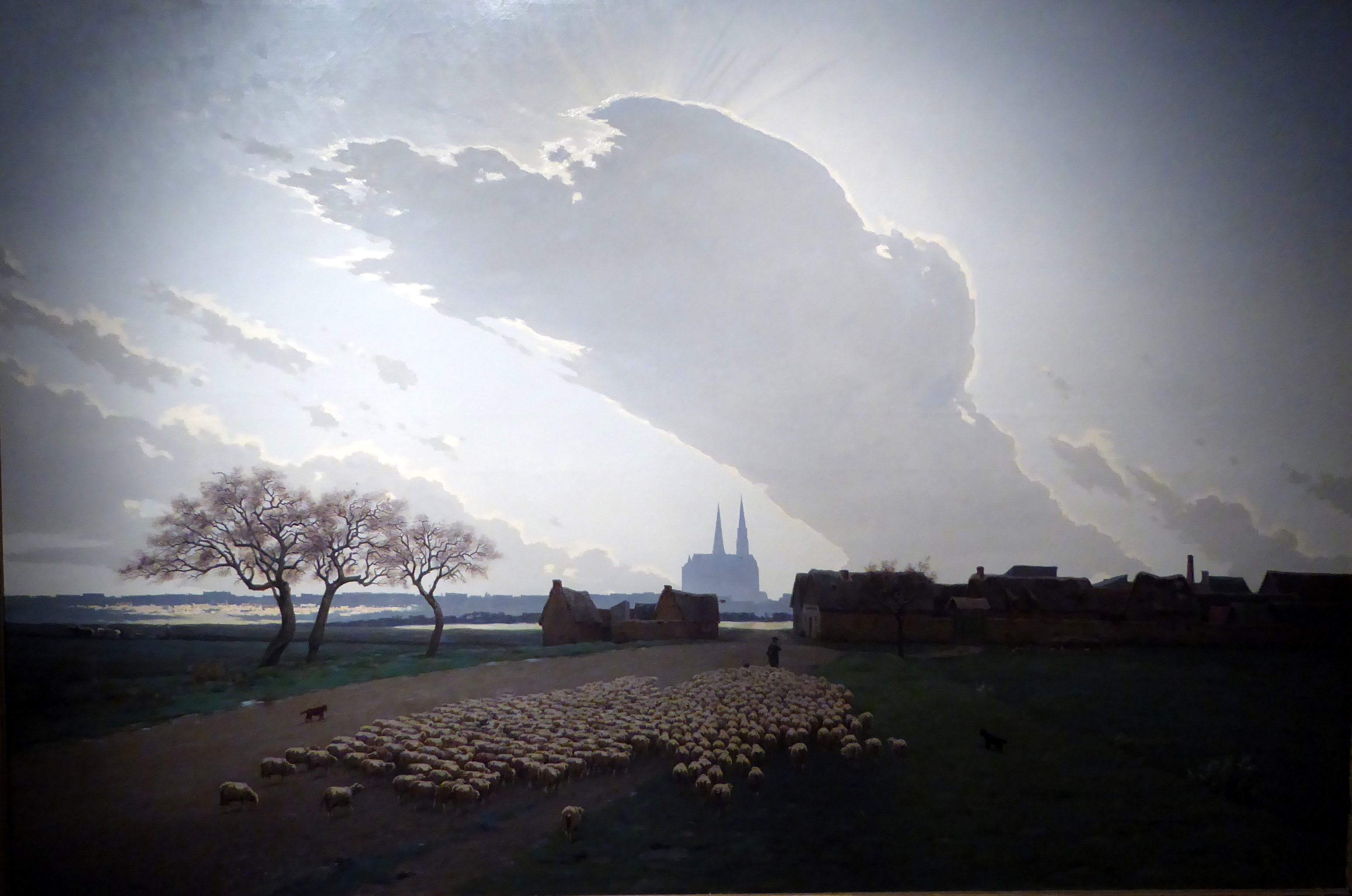
《於沙特爾地區》，Ségé（法语：Alexandre Ségé），約於1885年，沙特爾美術博物館（法语：musée des Beaux-Arts de Chartres）
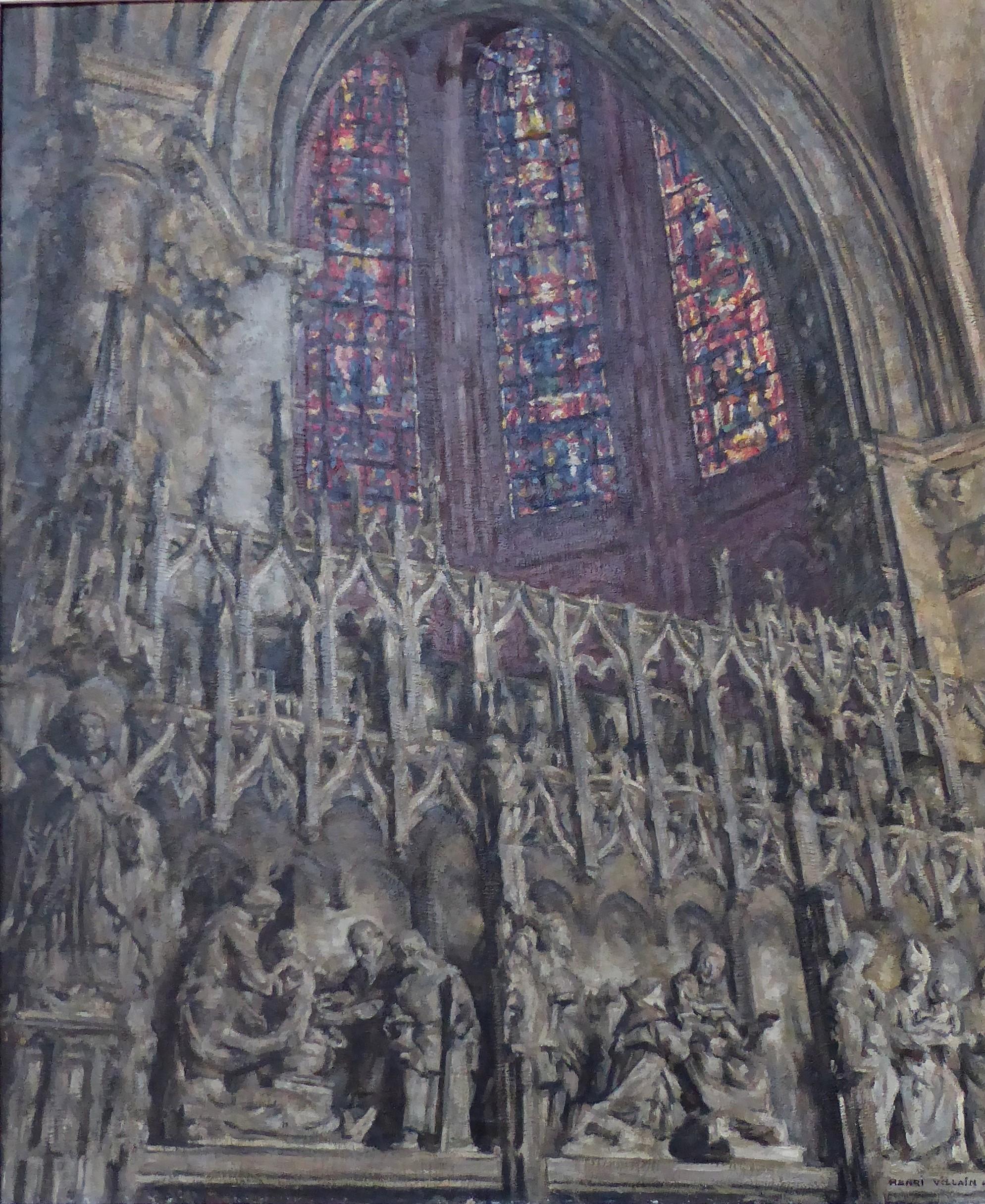
《沙特爾大教堂內部》，Henri Villain（法语：Henri Villain），1936年，沙特爾美術博物館（法语：musée des Beaux-Arts de Chartres）
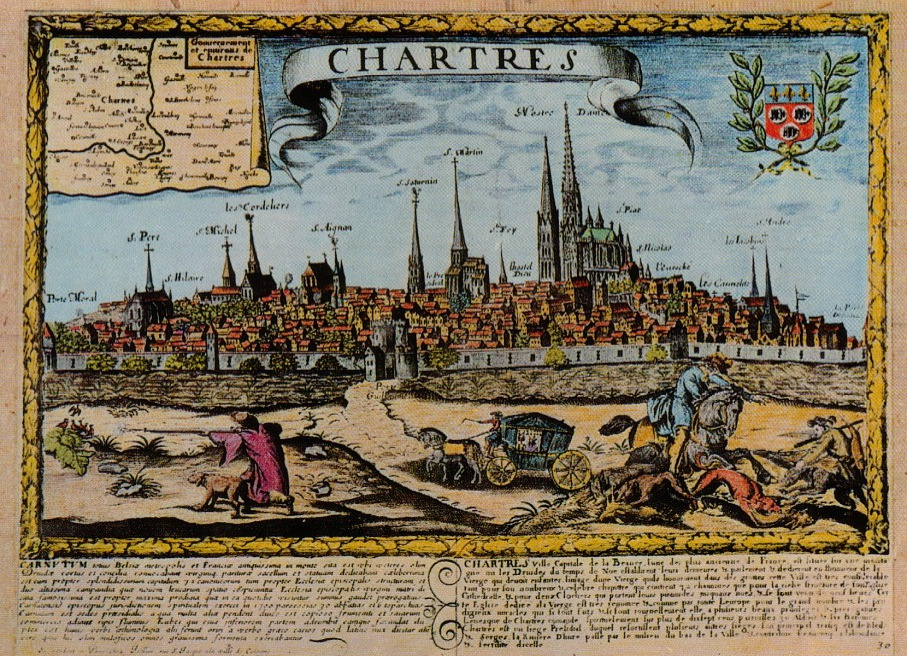
17世紀的雕刻作品，匿名

### 引用
1. ↑  . French government.   [1 February 2013].
2. ↑  . UNESCO World Heritage Center. United Nations Educational, Scientific, and Cultural Organization.   [3 October 2021]. （原始内容存档于2021-12-26）.
3. ↑  Jan van der Meulen, Notre-Dame de Chartres: Die vorromanische Ostanlage, Berlin 1975.
4. ↑  John James, "La construction du narthex de la cathédrale de Chartres", ' 'Bulletin de la Société Archéologique d’Eure-et-Loir' ', lxxxvii 2006, 3–20. Also in English in ' 'In Search of the unknown in medieval architecture' ', 2007, Pindar Press, London.
5. 1 2  Houvet, Étienne. Chartres- Guide of the Cathedral (2019), p. 12-13
6. ↑  Honour, H. and Fleming, J. The Visual Arts: A History, 7th ed., Saddle River, New Jersey: Pearson Prentice Hall, 2005.
7. ↑  Neil Parkyn. . 貓頭鷹出版社. 2004. ISBN 9867879686.
8. ↑  Philippe Debaud, ' 'Les Maitres Tailleurs de Pierre de la Cathédrale de Chartres, leurs marques identitaires dans les chantiers du XIIème siècle' ', unpublished, 2021.
9. ↑  Favier, Jean. The World of Chartres. New York: Henry N. Abrams, 1990. p. 160. ISBN 978-0-8109-1796-5.
10. ↑  Prache and Jouanneaux (2000), p. 94
11. ↑  Footitt, Hilary. (1988). France : 1943-1945. Homes & Meier. ISBN 0841911754. OCLC 230958953
12. ↑  . American Friends of Chartres.   [4 May 2020]. （原始内容存档于2021-12-29）.
13. ↑  . militarytimes/the Hall of Valor.   [4 May 2020]. （原始内容存档于2021-10-27）.
14. ↑  "A Controversial Restoration That Wipes Away the Past", The New York Times, 1 September 2017
15. ↑  Lichfield, John. . The Independent. 23 October 2015  [2021-10-26]. （原始内容存档于2019-12-21）.
16. 1 2  Houvet (2019) p. 20
17. 1 2  Houvet (2019), p. 19
18. ↑  Houvet (2019), p. 20
19. ↑  Adolf Katzenellenbogen, The Sculptural Programs of Chartres Cathedral, Baltimore, 1959
20. ↑  Houvet (2019) pp. 32-33
21. ↑  Houvet (2019), pg. 67.